# Grande Loge d'Irlande
La  Grande Loge d'Irlande (Grand Lodge of Freemasons of Ireland), fondée en 1725 à Dublin, est la seconde plus ancienne obédience maçonnique dans le monde, après la Grande Loge de Londres (1717) et avant la Grande Loge d’Écosse (1736). Attachée aux « Landmarks », l'obédience est la seule du pays à être reconnue par la Grande Loge unie d’Angleterre. L'histoire de la Grande Loge d'Irlande débute aux prémices de la maçonnerie spéculative, pour se tourner ensuite vers les iles britanniques où l'obédience eu une influence notoire. Elle évolue ensuite en parallèle de la société irlandaise. Ainsi, la famine irlandaise et les multiples condamnations papales n’épargnèrent pas la Grande Loge.

## Histoire

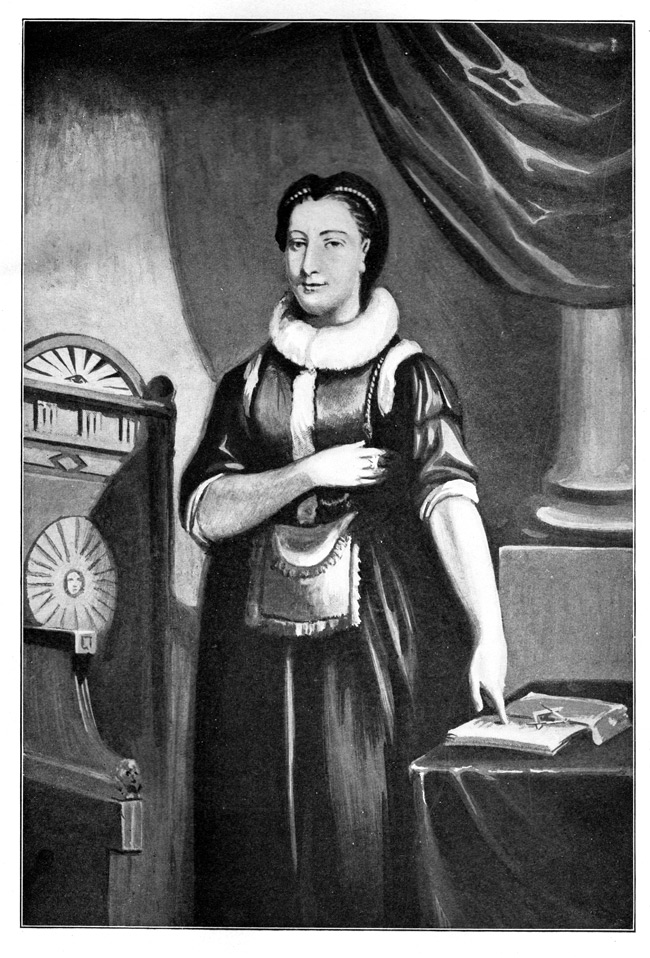
Portrait d’Elizabeth Aldworth (1693-1773)

### Aux origines de la maçonnerie irlandaise
Il y a des preuves considérables de réunions dans des loges maçonniques en Irlande avant le XVIIIe siècle. L'histoire de la franc-maçonne, en anglais « Lady Freemason », Elisabeth Aldworth, remonte à une époque antérieure à l'existence de la Grande Loge. En 1688, un document au Trinity College de Dublin, aurait fait référence à des tenues maçonniques organisées en ville.

### L'installation de la Grande Loge d'Irlande
Selon le Dublin Weekly Journal, Richard Parsons (1er comte de Rosse) a été élu nouveau grand maître de la Grande Loge d’Irlande le 26 juin 1725. Le cortège comprenait les maçons au grade de maître et les gardiens de six loges, dites de « Gentleman Freemasons ». L'article de l’hebdomadaire présume que ce n’était pas la première de ces élections, mais depuis, aucune référence antérieure n'a encore été trouvée. Ainsi, la Grande Loge de l'Irlande remonte sa fondation à l’an 1725, ce qui en fait la deuxième plus ancienne grande loge dans le monde. Au moins aussi tôt que 1726, il y avait aussi un Grand Loge au sud, dans Munster, qui a été absorbé par Grande Loge de Dublin  en 1733.
La Grande Loge d’Irlande fut la première à distribuer des « bons de souscription » aux loges dans leur forme actuelle. Donc, contrairement aux autres grandes loges de Londres et d’Edimbourg, la GLI n’avait pas de problèmes pour délivrer les papiers nécessaires à la visite d’autres loges. C’est ainsi que la majorité des loges maçonniques de l'armée britannique, quelle que soit leur situation géographique, ont prêté serment en vertu de la Constitution irlandaise. Durant tout le XVIIIe, la propagation de la maçonnerie que l'armée britannique effectuait dans les colonies, était principalement irlandaise,.

### L'influence sur le continent britannique
En 1751, en Angleterre, des immigrés catholiques et francs-maçons irlandais ont mis en place un rival à la première Grande Loge d'Angleterre, sous la dénomination de « Grand Lodge of Antients Masons ». En 1756, Laurence Dermott, alors « grand secrétaire des Anciens », publie sous le nom de Ahiman Rezon des constitutions différentes des Constitutions d'Anderson, en s'inspirant des statuts de la Grande Loge d'Irlande et donc des constitutions irlandaises de Spratt. Les Constitutions de Dermott prévalaient toujours lorsque les deux obédiences anglaises rivales se sont rejointes en 1813.

### Les troubles duXIXesiècle
Le début du XIXe siècle apporte une série de revers pour la Grande Loge d'Irlande. Un différend sur les degrés plus élevés, dits « hauts grades maçonniques », conduit à la création de la Grande Loge de l'Ulster, opérant à partir de 1805 pendant neuf ans. 
La famine irlandaise de 1823 a causé de nombreux troubles pour l'activité maçonnique du pays. Notamment, certains pavillons qui sont devenus des centres républicains et une brève interdiction gouvernementale jusqu'en 1825. 
En 1826, la condamnation papale Quo graviora, bien que la dernière d'une série de mesures antimaçonniques prises par l'Église catholique, a été la première à être rigoureusement appliquée par le clergé irlandais. Ainsi, un nombre considérable de francs-maçons catholiques ont été menacés d'excommunication et ont démissionné à la suite.

### Évolution du lieu des tenues

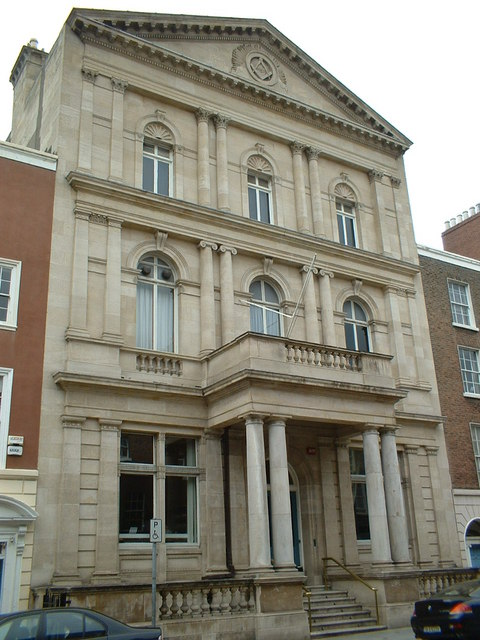
Façade du siège de la Grande Loge d'Irlande bâtit en 1869, sis rue de Molesworth à Dublin.

Au cours du XVIIIe siècle les loges maçonniques indépendantes se réunissaient dans des auberges, tavernes et cafés. Tandis, que les réunions de la Grande Loge, ont principalement eu lieu dans des bâtiments civiques et dans les bâtiments de guildes. Au début du XIXe siècle, la Grande Loge d’Irlande commence à louer des bâtiments sous la forme d’installations maçonniques semi-permanentes. Par exemple, le siège de la Grande Loge fut un temps au numéro 19 de la Dawson Street à Dublin, qui est l’actuel siège de l’Académie Royale Irlandaise. De Dawson Street, la Grande Lodge s’est déplacée dans des bâtiments commerciaux de la Dame Street. Ce, jusqu'à ce que la Grande Loge avec la plupart des loges métropolitaines déménagent dans un nouvel immeuble construit à cet effet sur la Molesworth Street. En 1869, le but était de construire le siège irlandais de la franc-maçonnerie, que l’on connait aujourd’hui sous le nom de « Freemasons' Hall ». Le bâtiment situé sur la Molesworth Street abrite des loges richement décorées et de tous les styles architecturaux, une bibliothèque, un musée, des bureaux et des salles à manger.

## Fonctionnement
Depuis 1869, la Grande Loge d'Irlande a son siège rue de Molesworth à Dublin. Elle étend sa juridiction sur treize grandes loges provinciales couvrant tous les francs-maçons de l'île de l'Irlande, et sur douze districts dans le monde entier.

### Les grands maitres de la Grande Loge d'Irlande
- 1725 : Richard Parsons (1er comte de Rosse)
- 1731 : James King, 4e baron de Kingston
- 1732 : Nicholas Netterville, 5th Viscount Netterville
- 1733 : Henry Barnewall, 4th Viscount Kingsland
- 1735 : James King, 4th Baron Kingston
- 1736 : Marcus Beresford (1er comte de Tyrone)
- 1738 : William Stewart, 3rd Viscount Mountjoy
- 1740 : Arthur St Leger, 3rd Viscount Doneraile
- 1741 : Charles Moore, 2nd Baron Moore of Tullamore
- 1743 : Thomas Southwell, 2nd Baron Southwell
- 1744 : John Allen, 3rd Viscount Allen
- 1747 : Sir Marmaduke Wyvill, 6th Baronet
- 1749 : Robert King, 1st Baron Kingsborough
- 1751 : Lord George Sackville (later Viscount Sackville)
- 1753 : Hon. Thomas Southwell, 1st Viscount Southwell
- 1757 : Brinsley Butler, 2nd Earl of Lanesborough, Lord Newtown-Butler
- 1758 : Charles Moore, 1st Marquess of Drogheda, 6th Earl of Drogheda
- 1760 : Charles Moore, 1st Earl of Charleville
- 1761 : Edward King, 1st Earl of Kingston, 5th Bt
- 1763 : Thomas Nugent (6e comte de Westmeath)
- 1767 : Ford Lambart, 5th Earl of Cavan
- 1769 : Edward King, 1st Earl of Kingston
- 1770 : William FitzGerald, 2nd Duke of Leinster, Marquess of Kildare
- 1772 : Randal MacDonnell, 1st Marquess of Antrim (1789 creation), Viscount Dunluce
- 1774 : George Rochfort, 2nd Earl of Belvedere
- 1776 : Garret Wesley (1er comte de Mornington)
- 1777 : William FitzGerald, 2nd Duke of Leinster
- 1778 : Randal MacDonnell, 1st Marquess of Antrim, 6th Earl of Antrim
- 1782 : Richard Wellesley, 1st Marquess Wellesley, 2nd Earl of Mornington
- 1783 : Robert Deane, 1st Baron Muskerry
- 1785 : Arthur Hill, 2nd Marquess of Downshire, Viscount Kilwarlin
- 1787 : Francis Annesley, 1st Earl Annesley, 2nd Viscount Glerawley (later Earl of Annesley)
- 1789 : Richard Hely-Hutchinson, 1st Earl of Donoughmore, 2nd Baron
- 1813 : Augustus FitzGerald (3e duc de Leinster)
- 1874 : James Hamilton, 1st Duke of Abercorn
- 1886 : James Hamilton, 2nd Duke of Abercorn
- 1913 : Richard Hely-Hutchison 6e conte de Donoughmore
- 1948 : Raymond Frederick Brooke
- 1964 : John Hely-Hutchinson, 7th Earl of Donoughmore
- 1981 : Dermot Chichester (7e marquis de Donegall)
- 1992 : Darwin Herbert Templeton
- 2001 : Eric Noel Waller
- 2006 : George Dunlop
- 2014 : Douglas T. Grey

### Grandes loges provinciales en Irlande
- Irlande du Nord, une des quatre entités du Royaume-Uni :

Antrim, Armagh, Down, Londonderry & Donegal, Tyrone & Fermanagh.
- Irlande :

North Connaught, South Connaught, Meath, Midland Counties, Munster, North Munster, South Eastern, Wicklow & Wexford.

### Grandes loges dans le monde
Bermuda, Extrême-Orient, Ghana, Inde, Jamaïque, Malaisie, Natal, Nouvelle-Zélande, Nigeria, Afrique du Sud (Districts du Nord et du Sud), Zambie, Zimbabwe.